# Holsteinring
Der Holsteinring ist eine Speedway-Bahn in Brokstedt in Schleswig-Holstein. Auf der 393 Meter langen Bahn werden seit den 1970er Jahren Speedway-Bundesliga-Rennen ausgetragen.

## Streckenbeschreibung

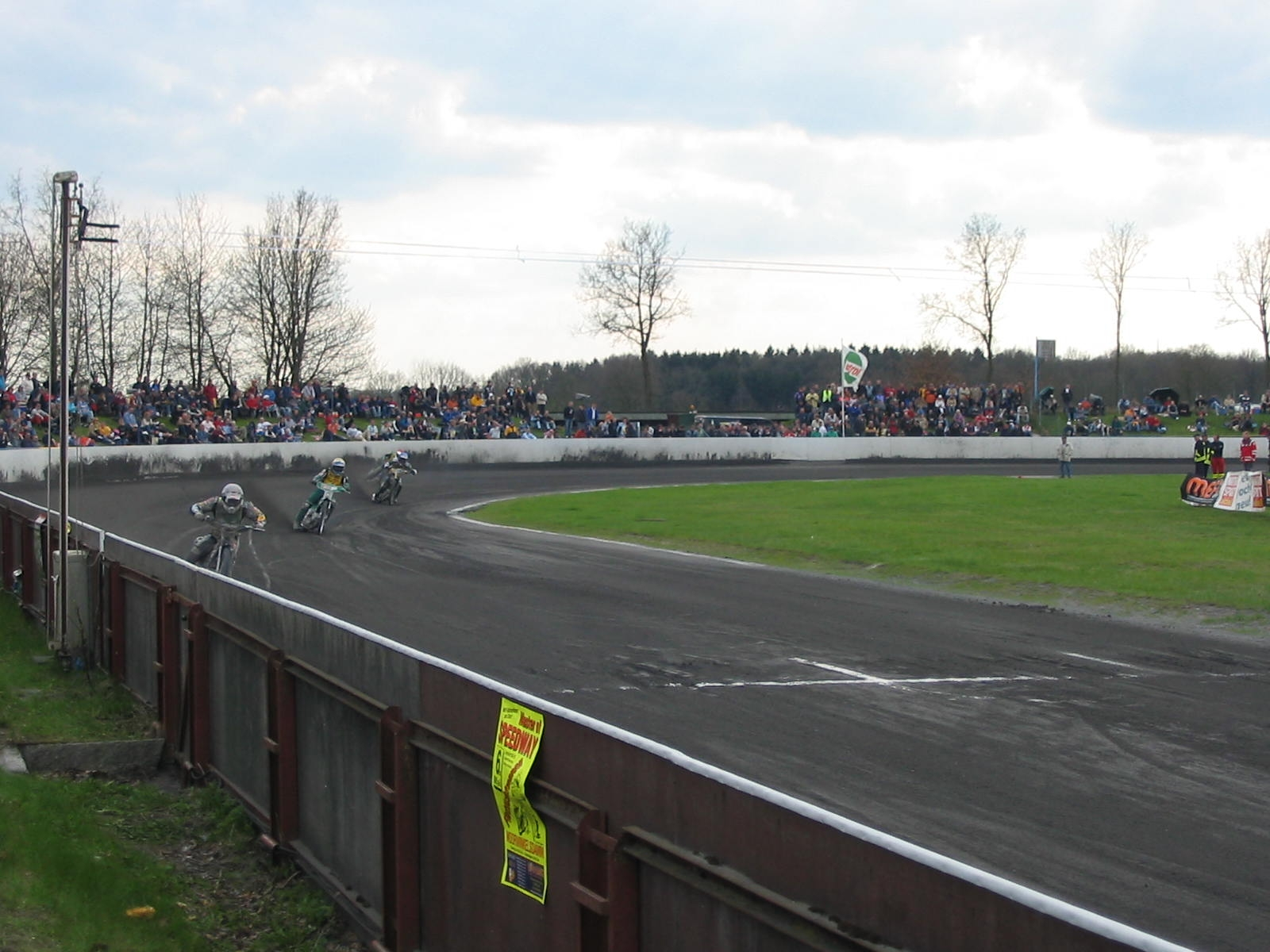
Speedway-Lauf auf dem Holsteinriing

Die Speedwaybahn liegt in einem Stadion, das vom MSC Brokstedt betrieben wird und das etwa 1 Kilometer westlich von Brokstedt zu finden ist. Das Stadion hat ein Fassungsvermögen von rund 8000 Zuschauern. Der Streckenbelag wird seit 2012 mit einem speziellen Gemisch aus Kalk, Sand und Schlacke präpariert.
Der Bahnrekord liegt bei 67,90 Sekunden und wurde am 3. Oktober 2005 durch den Tschechen Aleš Dryml aufgestellt.
Das Stadion ist derzeit (Stand: Anfang 2024) Heimstätte der folgenden Speedway-Mannschaften:
- Brokstedt Wikinger
- Brokstedt Young Vikings
- Brokstedt Tigers

## Veranstaltungen
Aktuell (Stand Anfang 2024) finden u. a. folgende Veranstaltungen auf dem Holsteinring statt:
- Speedway Paar Cup
- Krowdrace Flattrack Cup
- Speedway Liga Nord
- Talents Team Trophy

Am 31. August 2014 fand auf dem Holsteinring das Finale zur Deutschen Speedway-Einzelmeisterschaft 2014 statt. In dem Jahr gewann das Rennteam des MSC Brokstedt den Bundesliga-Meistertitel.
Neben der sportlichen Nutzung werden auf dem Holsteinring auch andere Veranstaltungen, wie das Lanz-Bulldog-Treffen, oder das Speedway Music Festival ausgetragen.